# Tais-toi !
Pour plus de détails, voir Fiche technique et Distribution.
Tais-toi ! est un film franco-italien réalisé par Francis Veber, tourné en 2002 et sorti en 2003.
Ce film reprend le schéma, récurrent chez Francis Veber, du « dur » encombré d'un gêneur collant, déjà utilisé dans plusieurs films : L'Emmerdeur (1973), La Chèvre (1981), Les Compères (1983), Les Fugitifs (1986).
Il s'agit du seul film français de Veber où le héros ne porte pas le nom de Perrin ou Pignon.

## Synopsis
Quentin « de Montargis », braqueur maladroit et simple d'esprit, se fait arrêter et se retrouve en prison. Mais à peine en cellule, il a rendu fou de rage son codétenu en quelques instants. Le directeur de la prison veut l'envoyer à l'asile, mais le psychiatre, après l'avoir examiné, refuse de le prendre en charge car il est simple d'esprit. Pendant ce temps, Ruby, un criminel, recherché par la police, est emprisonné après avoir volé l'argent de son ancien patron Vogel. Il souhaite venger la mort de la femme qu'il aimait et que Vogel, mari de celle-ci, a tuée.
En prison, le criminel ne parle plus à personne. Apprenant que Quentin a rendu fous plusieurs détenus pendant les dernières semaines, le commissaire Vernet voit là la façon de faire parler Ruby. Mais Ruby tente de se suicider, Quentin pensant avoir trouvé un ami en fait de même pour le retrouver à l'hôpital, puis le suit jusqu'à l'asile de fous, où il contacte un ancien collègue du bâtiment, Martineau. Pendant ce temps, Ruby obtient de l'aide d'un infirmier pour organiser un rendez-vous avec Vogel dans le but de s'évader. Mais l'évasion n'est pas aussi discrète que prévu, car c'est finalement Quentin qui s'évade de l'asile avec Ruby grâce à la grue dirigée par Martineau.
Quentin et Ruby se retrouvent alors en pyjama d'hôpital au milieu de la ville, avec les hommes de Vogel à leur poursuite. Quentin aide Ruby à leur échapper et à voler une voiture, mais malgré cela Ruby soupçonne Quentin de travailler pour le commissaire Vernet. Ruby découvre la vraie nature de Quentin : un con certes, mais quelqu'un de très attachant et doté de vraies qualités humaines. Après avoir fait des échanges de voitures involontaires avec les hommes de Vogel, plusieurs fois rossés par les deux évadés, tout en fuyant la police et s'en prenant à plusieurs passants, les deux hommes se retrouvent dans un bistrot abandonné pour passer la nuit. Ils ne sont pas seuls, une étrangère sans papiers y a trouvé refuge. Durant la nuit, Quentin parle à Ruby de son projet de monter un bistrot avec lui une fois l'histoire terminée.
Le lendemain, Quentin a appelé Vogel pour lui livrer Ruby afin d'aider son ami. Découvrant tardivement le plan de Quentin, Ruby l'approuve en l'améliorant un peu, ce qui leur permet de s'introduire chez Vogel. Vogel blesse par balle Ruby. Quentin tue Vogel pour protéger Ruby. La police arrive sur les lieux quelques instants après. Quentin est pressé d'être libéré avec Ruby pour monter son bistrot avec lui (ce qui déplait à Ruby néanmoins)...

## Fiche technique
Sauf indication contraire, les informations mentionnées dans cette section peuvent être confirmées par la base de données cinématographiques IMDb,  présente dans la section « Liens externes ».
- Titre original : Tais-toi !
- Titre italien : Sta' zitto... non rompere[1]
- Réalisation : Francis Veber
- Scénario, adaptation et dialogues : Francis Veber, d'après une idée originale de Serge Frydman
- Musique : Marco Prince
- Décors : Dominique André
- Costumes : Jacqueline Bouchard
- Photographie : Luciano Tovoli
- Son : Bernard Bats, Gérard Lamps, Jean Gargonne
- Montage : Georges Klotz
- Production : Saïd Ben Saïd
  - Production déléguée : Gérard Gaultier
- Sociétés de production[2] :
  - France : UGC, DD Productions, TF1 Films Production et Efve Films, avec la participation de Canal+ et TPS Star, en association avec Sofica Sofinergie 5
  - Italie : Filmauro
- Sociétés de distribution[3] : Fox France et UGC Distribution (France) ; Filmauro (Italie) ; Cinéart (Belgique) ; Christal Films / Lions Gate Films (Québec) ; Frenetic Films (Suisse romande)
- Budget : 27,44 millions d' €[4]
- Pays de production :  France,  Italie
- Langue originale : français
- Format[5] : couleur - 35 mm - 2,35:1 (Cinémascope) - son Dolby Digital
- Genre : comédie policière
- Durée : 85 minutes
- Dates de sortie[1] :
  - France, Belgique, Suisse romande : 22 octobre 2003[6],[7]
  - Italie : 14 novembre 2003
  - Québec : 26 mars 2004[8]
- Classification[9] :
  - France : tous publics[10]
  - Italie : tous publics (T - film per tutti)[11]
  - Belgique : tous publics (Alle Leeftijden)[6]
  - Québec : tous publics (G - General Rating)[8]
  - Suisse romande : interdit aux moins de 10 ans[12]

## Distribution

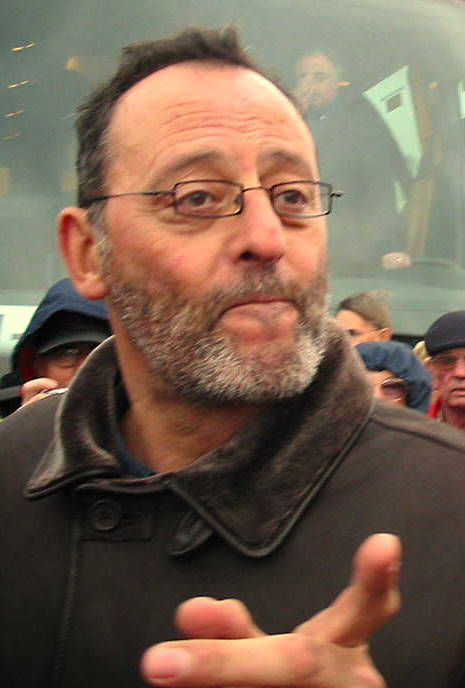
Jean Reno qui joue le rôle de Ruby.

- Gérard Depardieu : Quentin « de Montargis »
- Jean Reno : Ruby « de Puteaux »
- Richard Berry : le commissaire Vernet
- André Dussollier : le psychiatre de prison
- Leonor Varela : Katia / Sandra
- Jean-Pierre Malo : Vogel
- Jean-Michel Noirey : Lambert
- Laurent Gamelon : Mauricet
- Aurélien Recoing : Rocco
- Vincent Moscato : Raffi
- Ticky Holgado : Martineau, grutier
- Michel Aumont : Nosberg, patient interné, ancien psychiatre, appelant son médecin « cher confrère »
- Loïc Brabant : Jambier
- Arnaud Cassand : Bourgoin
- Edgar Givry : Visinet
- Adrien Saint-Joré : l'adolescent Becca
- Johan Libéreau : l'adolescent Bryana Fletcher
- Guy Delamarche : Maximillian Lefevbre
- Rebecca Potok : Isabel Lefebvre
- Stéphane Boucher : le gardien de prison
- Ludovic Berthillot : le détenu aux petits beurres
- Thierry Ashanti : Joseph, le détenu Antillais
- Pierre Rousselle : un policier
- Michaël Troude : un policier
- Norbert Haberlick : un policier
- Antoine Blanquefort : un policier
- Venzetta : le caissier banque
- Dominique Parent : un employé du bureau de change (Sean Robiard)
- Luq Hamet : un employé du bureau de change (Matheu Lacroix)
- Gérard Renault : le policier gradé
- Pétronille Moss : l'infirmière de l'hôpital prison
- Guillaume de Tonquédec :  l'interne de l'hôpital prison
- Jean Dell : le radiologue à l'asile psychiatrique
- Stéphane Jacquot : l'infirmier du jardin de l'asile
- Philippe Brigaud : le malade du jardin de l'asile
- Thierry Nenez : le consommateur au bistrot
- François Gamard : le patron du bistrot
- Julien Cafaro : le conducteur de la voiture au toit défoncé
- Valentin Merlet : un loubard
- Romain Redler : un loubard
- Armelle Deutsch : la fille au portable
- Alain Foures : le conducteur d'Opel
- Arnaud Le Bozec : un policier en fourgonnette banalisée
- Léon Clémence : l'inspecteur de police
- Michel Caccia : le vieillard de l'hôpital de la prison
- Luc Bernard : l'infirmier au secrétariat
- Fabrice Bousba : le policier en fourgonnette banalisée
- Patrick Médioni : un homme de Vogel
- Gilles Conseil : un homme de Vogel

## Production

### Tournage
Tourné à Paris du 16 septembre au 24 décembre 2002, dans plus de dix arrondissements de Paris et notamment : rue de Grenelle (7e), rue François 1er (8e), rue Paul-Bert et Cité Prost (11e), au bois de Vincennes (12e), rue Boyer-Barret (14e), rue de Prony (17e) ou encore Place Émile-Goudeau (18e) ...
La scène où Gérard Depardieu et Jean Reno traversent un square pour échapper à la police a été tournée à Vincennes, square Saint-Louis à l'ouest de la ville.

## Accueil

### Box-office
| Semaine                   | Entrées | Cumul     |
| ------------------------- | ------- | --------- |
| 22 au 28 octobre          | 738 467 | 738 467   |
| 29 octobre au 4 novembre  | 900 106 | 1 638 573 |
| 5 au 11 novembre          | 492 020 | 2 130 593 |
| 12 au 18 novembre         | 326 370 | 2 456 963 |
| 19 au 25 novembre         | 239 658 | 2 696 621 |
| 26 novembre au 2 décembre | 163 262 | 2 859 883 |
| 3 au 9 décembre           | 79 227  | 2 939 110 |